# جون دبليو. أ. سانفورد
جون دبليو. أ. سانفورد هو سياسي أمريكي، ولد في 28 أغسطس 1798، وتوفي في 12 سبتمبر 1870. نشط حزبياً في الحزب الديمقراطي. وقد انتخب عضو مجلس نواب جورجيا ‏ وانتخب عضو مجلس النواب الأمريكي ‏.